# Nørre-Rangstrup
Nørre-Rangstrup is een voormalige gemeente in Denemarken. De oppervlakte bedroeg 301,98 km². De gemeente telde 9502 inwoners waarvan 4901 mannen en 4601 vrouwen (cijfers 2005). Hoofdplaats was Toftlund.
Sinds 1 januari 2007 hoort de oud gemeente deels bij gemeente Tønder en deels bij Haderslev.
- Virtual International Authority File: 145194753